# Escocés Fútbol Club
El Escocés Fútbol Club fue un club español de fútbol que existió solamente durante el año 1900, jugando algunos amistosos en la ciudad de Barcelona.

## Historia
Recién estrenado el último año del siglo XIX, la colonia escocesa de Barcelona, formada en su mayoría por los trabajadores de las fábricas textiles de San Andrés, quienes consolidaron un equipo de fútbol que bajo el nombre de San Andrés Foot-ball Club se presentó a las otras sociedades futbolísticas. Utilizaba un terreno de juego en el barrio de San Martín para entrenarse, pero todos los partidos que disputó fueron en campo contrario. Su equipación consistía en camisa blanca y pantalón negro.
Una vez cambiado el nombre de la entidad a Escocés Foot-ball Club, debutó el 2 de febrero de 1900 en un partido contra el FC Barcelona —nacido hacía poco más de dos meses— saliendo derrotado por 2 a 0. No obstante, dos de sus jugadores, ya habían disputado anteriormente un match en la ciudad: Hamilton y Dykes cubrieron bajas de la colonia inglesa en el último de los tres envites que jugó este colectivo contra el Barcelona.
Con tan sólo un mes de vida, el club se vio inmerso en una polémica a tres bandas con el FC Barcelona y el FC Catalá, por algunos socios que en muy poco espacio de tiempo jugaron tanto en el bando del Catalá como del propio Escocés. En uno de estos encuentros, el jugado el 11 de febrero contra el Barcelona, escoceses y barcelonistas llegaron a las manos después de una dura entrada de Harris a Gold, motivo por el cual este club tomó la medida de no jugar durante un año contra ningún equipo que tuviera escoceses en su alineación.

Por falta de efectivos, el club empieza a desintegrarse la semana siguiente del partido contra el Hispania AC, jugado el 11 de noviembre, pasando a engrosar los jugadores Hamilton, Gold y J. Black las filas del propio Hispania primero, y Girvan, Mauchan y A. Black las del Barcelona más tarde, una vez éste revocó cualquier bloqueo a socios escoceses.

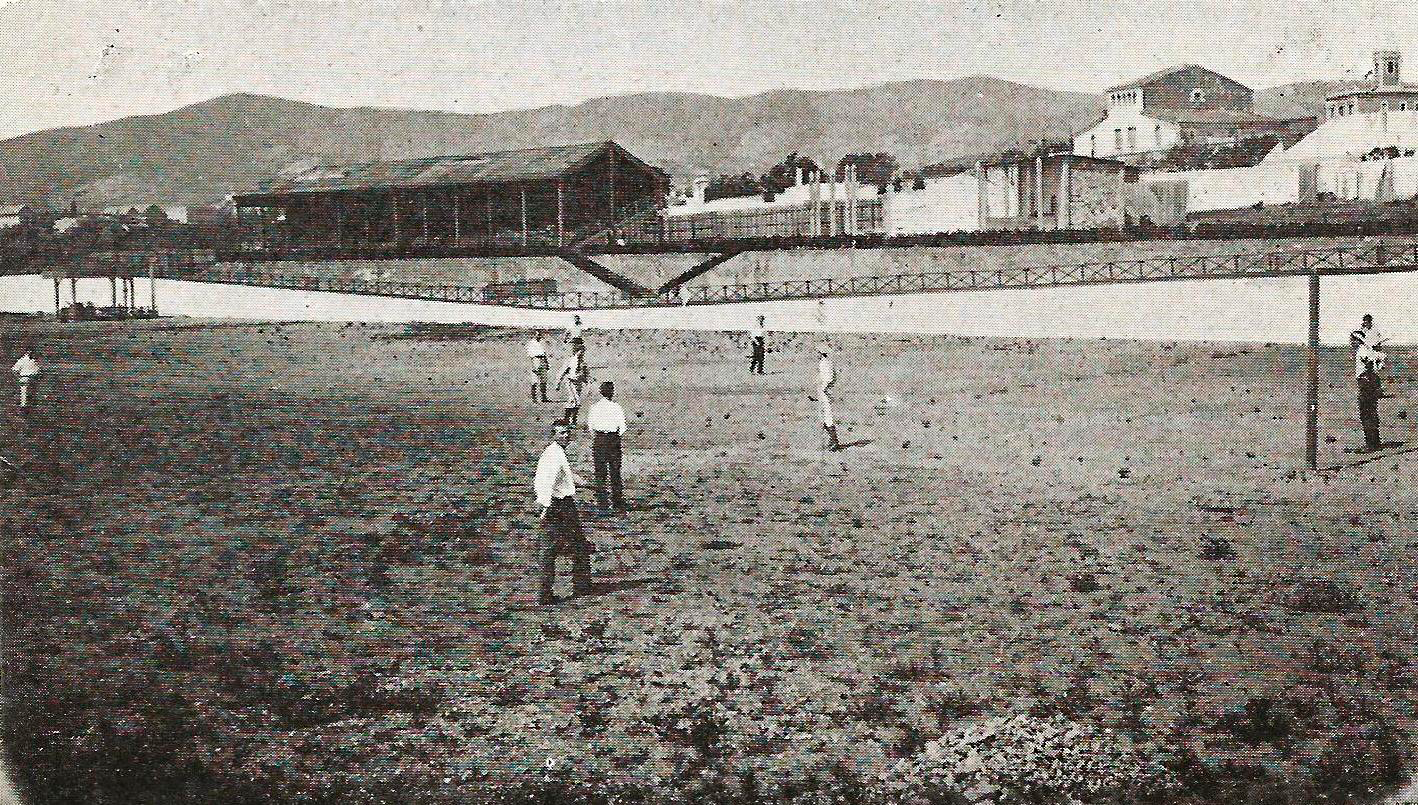
Uno de los partidos Catalá-Escocés jugados en el Velódromo de la Bonanova

## Jugadores destacados
- John Hamilton: capitán y uno de los mejores jugadores del equipo, se convirtió en 1915 en el primer presidente del Colegio de Árbitros de Barcelona, junto con otra figura del deporte español, Paco Bru, quien ese mismo año ocupó el cargo de secretario.[11] Ganador de una Copa Macaya con el Hispania (1900-1901) y un Campeonato de Cataluña con el Barcelona (1904-1905).
- Geordie Girvan: se erigió en el primer goleador en competición oficial del Fútbol Club Barcelona, en el primer partido de la primera Copa Macaya. Arbitró también algún encuentro durante la temporada 1900-1901.
- Joseph Black: ganador de una Copa Macaya con el Hispania (1900-1901) y un Campeonato de Cataluña con el Barcelona (1904-1905). Arbitró también algún encuentro durante la temporada 1900-1901.
- Willie Gold: ganador de una Copa Macaya con el Hispania (1900-1901). Protagonizó la primera expulsión en un partido de fútbol en la ciudad condal, al enzarzarse con el inglés Stanley Harris, quien por aquel entonces apenas contaba con 16 años.[12][13]
- Gustavo Green: ganador de las tres ediciones de la Copa Macaya y de dos Campeonatos de Cataluña, el hispano-inglés és el único integrante no escocés documentado, aunque no consta que participara en ningún partido.

## Plantilla
| Bajas                      | Destino      |
| Gustavo H. Green y Córdoba | FC Catalá    |
| John Hamilton              | Hispania AC  |
| William 'Willie' Gold      | Hispania AC  |
| Joseph Black               | Hispania AC  |
| A. Black                   | FC Barcelona |
| P. Mauchan                 | FC Barcelona |
| George 'Geordie' Girvan    | FC Barcelona |

| Amistosos                                                                                               | 01 | 02 | 03 | 04 | 05 | 06 | 07 | 08 | 09 | 10 | Sumatorios       | PJ               | GM | GE |
| --- | --- | --- | --- | --- | --- | --- | --- | --- | --- | --- | ---------------- | ---------------- | -- | -- |
| Hamilton                                                                                                | T | T | | T | T | | T | T | | T | Hamilton         | 7                |    | 9  |
| Denniston                                                                                               | T | T | T | T | T | | T | T | | | Denniston        | 7                |    |    |
| A. Black                                                                                                | T | T | T | T | | | T | T | | T | A. Black         | 7                |    |    |
| J. Black                                                                                                | T | | T | T | T | | T | T | | T | J. Black         | 7                |    |    |
| Dykes                                                                                                   | T | T | T | T | T | | T | | | | Dykes            | 6                |    |    |
| Girvan                                                                                                  | T | T | T | T | T | | T | | | | Girvan           | 6                |    |    |
| Gold | T | T | T | T | | | T | | | | Gold             | 5                |    |    |
| Fallon                                                                                                  | T | | T | T | | | T | | | | Fallon           | 4                |    |    |
| Mauchan                                                                                                 | T | | T | T | | | T | | | | Mauchan          | 4                |    |    |
| McLachlan                                                                                               | | | T | T | | | T | | | | McLachlan        | 3                |    |    |
| Barringer                                                                                               | | | T | T | | | | | | | Barringer        | 2                |    |    |
| Wallace                                                                                                 | T | | | | | | | | | | Wallace          | 1                |    |    |
| White                                                                                                   | | | | | | | T | | | | White            | 1                |    |    |
| Wishart                                                                                                 | T | | | | | | | | | | Wishart          | 1                |    |    |
| Young                                                                                                   | | | T | | | | | | | | Young            | 1                |    | 1  |
| Green                                                                                                   | | | | | | | | | | | Green            | -                |    |    |
| T:titular, PJ:partidos jugados, GM:goles marcados, GE:goles encajados \| expulsión \| lesión \| baja \| | T:titular, PJ:partidos jugados, GM:goles marcados, GE:goles encajados \| expulsión \| lesión \| baja \| | T:titular, PJ:partidos jugados, GM:goles marcados, GE:goles encajados \| expulsión \| lesión \| baja \| | T:titular, PJ:partidos jugados, GM:goles marcados, GE:goles encajados \| expulsión \| lesión \| baja \| | T:titular, PJ:partidos jugados, GM:goles marcados, GE:goles encajados \| expulsión \| lesión \| baja \| | T:titular, PJ:partidos jugados, GM:goles marcados, GE:goles encajados \| expulsión \| lesión \| baja \| | T:titular, PJ:partidos jugados, GM:goles marcados, GE:goles encajados \| expulsión \| lesión \| baja \| | T:titular, PJ:partidos jugados, GM:goles marcados, GE:goles encajados \| expulsión \| lesión \| baja \| | T:titular, PJ:partidos jugados, GM:goles marcados, GE:goles encajados \| expulsión \| lesión \| baja \| | T:titular, PJ:partidos jugados, GM:goles marcados, GE:goles encajados \| expulsión \| lesión \| baja \| | T:titular, PJ:partidos jugados, GM:goles marcados, GE:goles encajados \| expulsión \| lesión \| baja \| | En propia puerta | En propia puerta |    |    |
| T:titular, PJ:partidos jugados, GM:goles marcados, GE:goles encajados \| expulsión \| lesión \| baja \| | T:titular, PJ:partidos jugados, GM:goles marcados, GE:goles encajados \| expulsión \| lesión \| baja \| | T:titular, PJ:partidos jugados, GM:goles marcados, GE:goles encajados \| expulsión \| lesión \| baja \| | T:titular, PJ:partidos jugados, GM:goles marcados, GE:goles encajados \| expulsión \| lesión \| baja \| | T:titular, PJ:partidos jugados, GM:goles marcados, GE:goles encajados \| expulsión \| lesión \| baja \| | T:titular, PJ:partidos jugados, GM:goles marcados, GE:goles encajados \| expulsión \| lesión \| baja \| | T:titular, PJ:partidos jugados, GM:goles marcados, GE:goles encajados \| expulsión \| lesión \| baja \| | T:titular, PJ:partidos jugados, GM:goles marcados, GE:goles encajados \| expulsión \| lesión \| baja \| | T:titular, PJ:partidos jugados, GM:goles marcados, GE:goles encajados \| expulsión \| lesión \| baja \| | T:titular, PJ:partidos jugados, GM:goles marcados, GE:goles encajados \| expulsión \| lesión \| baja \| | T:titular, PJ:partidos jugados, GM:goles marcados, GE:goles encajados \| expulsión \| lesión \| baja \| | Totales          | Totales          | 42 | 15 |
| expulsión                                                                                               | lesión                                                                                                  | baja | | | | | | | | |                  |                  |    |    |

Nota: Faltan alineaciones completas de los amistosos 6,8,9,10.

## Resultados
| Amistosos |

| 2 de febrero de 1900, 15:00 | FC Barcelona                                                                                                 | 2 – 0                                      | Escocés FC                                                                                      | Velódromo de la Bonanova, Barcelona |                         |
|                             | Gamper · Smart · Wild, Fitzmaurice · Terrades, A. Witty, Llobet · Gillespie, Maier, Gamper, E. Witty, Bastow | Los Deportes Reporte La Vanguardia Reporte | Hamilton Wallace, Fallon Denniston, Wishart, Dykes A. Black, Gold, J. Black, P. Mauchan, Girvan | Árbitro(s): J. Caldwell             | Árbitro(s): J. Caldwell |

| 11 de febrero de 1900, 15:00 — Combinado | FC Barcelona | 4 – 0                                                                 | FC Catalá + Escocés FC                                                                    | Velódromo de la Bonanova, Barcelona |                             |
|                                          | E. Witty · Gamper · Smart · Wild, Fitzmaurice · Terrades, A. Witty, Llobet · Gillespie, J. Parsons, Gamper, E. Witty, Harris | Los Deportes Reporte La Vanguardia Reporte El Mundo Deportivo Reporte | Hamilton F. Lomba, Brown Denniston, Soley, Dykes A. Black, Mir, Gold, Girvan, G. Busquets | Árbitro(s): William Mauchan         | Árbitro(s): William Mauchan |

| 25 de febrero de 1900, 10:00 | FC Catalá                                                                                               | 1 – 5                              | Escocés FC                                                                                       | Velódromo de la Bonanova, Barcelona |                           |
|                              | A. Lomba Vila, F. Lomba J.A. Busquets, Soley, Garcés L. Valls, Julià García, Artús, Sanmartín, F. Valls | La Vanguardia Reporte Iris Reporte | Young Barringer, Fallon Denniston, McLachlan, Dykes A. Black, Gold, J. Black, P. Mauchan, Girvan | Árbitro(s): John Hamilton           | Árbitro(s): John Hamilton |

| 4 de marzo de 1900, 15:00 | FC Catalá | 1 – 6                                      | Escocés FC                                                                                          | Velódromo de la Bonanova, Barcelona        |                                            |
|                           | Garcés · A. Lomba · Vila, Ortiz · Joan García, G. Ríos, Garcés · Lambea, Julià García, Planells, Sanmartín, Soley | Los Deportes Reporte La Vanguardia Reporte | Hamilton Barringer, Fallon Denniston, McLachlan, Dykes A. Black, Gold, J. Black, P. Mauchan, Girvan | Árbitro(s): José Ramón Lomba de la Pedraja | Árbitro(s): José Ramón Lomba de la Pedraja |

| 9 de marzo de 1900, 15:45 — Combinado | Team Inglés + Escocés FC                                                                          | 2 – 3                                      | HMS Calliope                                                                      | Velódromo de la Bonanova, Barcelona |  |
|                                       | Smart Hamilton, Dykes Denniston, Girvan, Harris Gillespie, J. Parsons, J. Black, E. Witty, Bastow | Los Deportes Reporte La Vanguardia Reporte | Roe Chapman, Cleary McYarlane, Way, Moorsom Brock, Bain, Smith, Jackson, Robinson |                                     |  |

| 18 de marzo de 1900, 15:00 | FC Catalá | 2 – 9                 | Escocés FC | Velódromo de la Bonanova, Barcelona |  |
|                            | Soley · Planells · Lambea · J. Soler, Ortiz · J.A. Busquets, Vila, Joan García · G. Busquets, Julià García, Planells, Sanmartín, Soley | La Vanguardia Reporte |            |                                     |  |

| 1 de abril de 1900, 15:00 | FC Catalá | 0 – 4                 | Escocés FC                                                                                      | Velódromo de la Bonanova, Barcelona |  |
|                           | A. Lomba J. Soler, Ortiz J.A. Busquets, G. Ríos, Joan García G. Busquets, Julià García, Green, Sanmartín, Soley | La Vanguardia Reporte | Hamilton White, Fallon Denniston, McLachlan, Dykes A. Black, Gold, J. Black, P. Mauchan, Girvan |                                     |  |

| 22 de abril de 1900, 15:00 | FC Catalá                                                                                                | 0 – 2                 | Escocés FC                                                | Velódromo de la Bonanova, Barcelona |  |
|                            | Lambea J. Soler, Ortiz J.A. Busquets, G. Ríos, Joan García G. Busquets, Valdés, Green, Sanmartín, Andreu | La Vanguardia Reporte | ? A. Black, ? Hamilton, ?, ? Denniston, ?, J. Black, ?, ? |                                     |  |

| 29 de abril de 1900, 17:25 | FC Catalá                                                                                                | 0 – 10               | Escocés FC                                                | Velódromo de la Bonanova, Barcelona |                             |
|                            | Lambea J. Soler, Ortiz J.A. Busquets, G. Ríos, Joan García G. Busquets, Valdés, Green, Sanmartín, Andreu | Los Deportes Reporte | ? A. Black, ? Hamilton, ?, ? Denniston, ?, J. Black, ?, ? | Árbitro(s): William Mauchan         | Árbitro(s): William Mauchan |

| 11 de noviembre de 1900, 15:00 | Hispania AC                                       | 2 – 4                 | Escocés FC                                                    | Nuevo Velódromo de Barcelona, Barcelona |  |
|                                | ? ?, ? ?, ? H. Morris, Green, Sanmartín, F. Lomba | La Vanguardia Reporte | Hamilton ?, ? Marià Maspons, ?, ? A. Black, ?, J. Black, ?, ? |                                         |  |